# Vincent Segur
Pour les articles homonymes, voir Segur.
Vincent Spies Segur (2 mai 1887-25 février 1965) est un homme politique canadien de la Colombie-Britannique. Il est député provincial conservateur de la circonscription britanno-colombienne de Revelstoke d'une élection partielle en 1943 à 1945 et de 1952 à 1956.

## Biographie
Né à Danbury en Iowa, Segur s'installe à Lacombe en Alberta avec sa famille. En 1908, il travaille dans des camps forrestiers sur l'île de Vancouver et l'année suivante pour le Canadien Pacific en tant que pompier et ingénieur ferroviaire à Revelstoke.
Défait en 1933 dans Columbia-Revelstoke, il est élu lors d'une élection partielle visant à remplacer le député Harry Johnston mort en fonction dans Revelstoke en 1943. Défait en 1945 et en 1949, il retrouve un siège de député en 1952. Réélu en 1953, il ne se représente pas en 1956. 
Après la politique, il s'installe à Vernon et meurt à Burnaby à l'âge de 77 ans,.